# Каринхалл

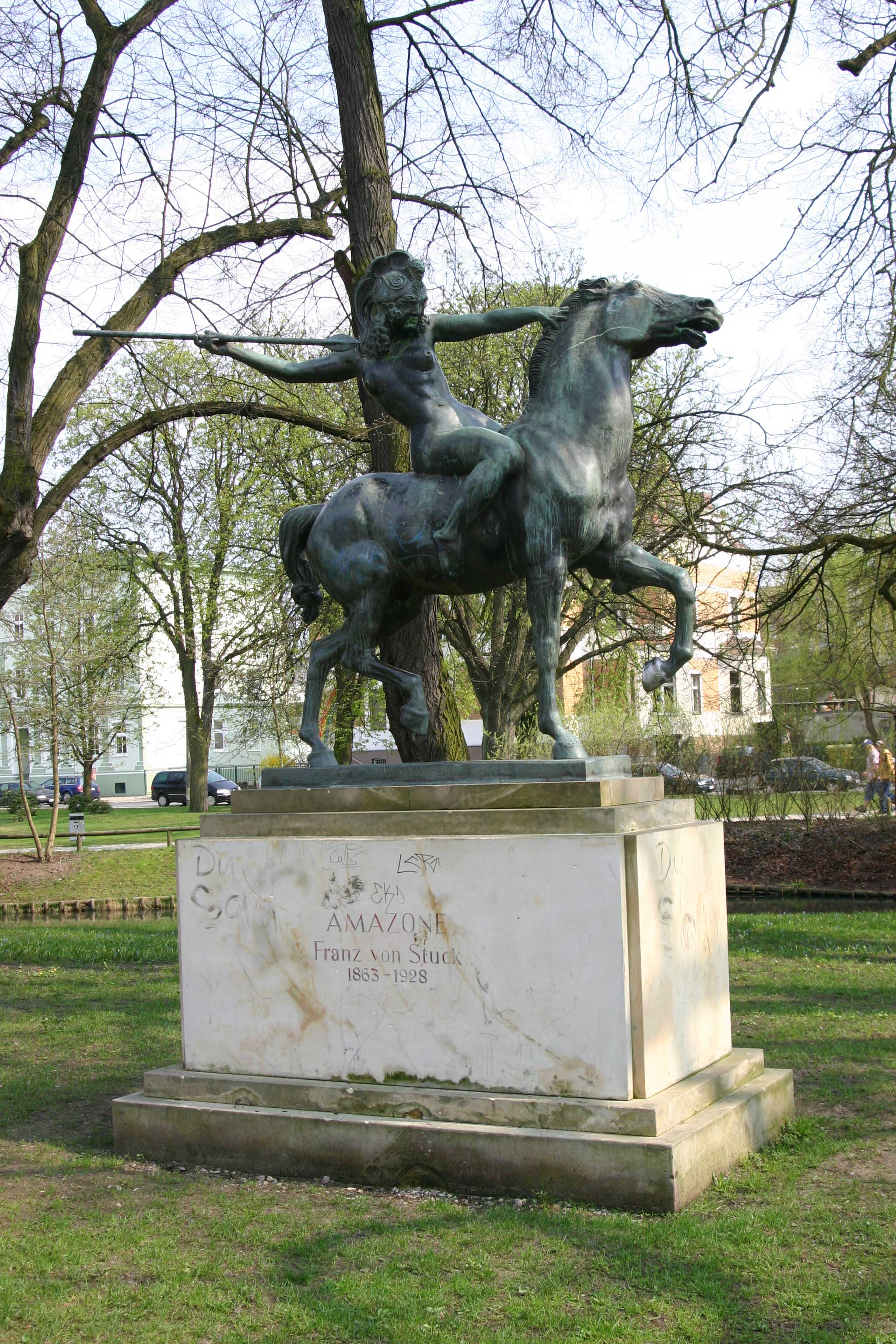
Сражающаяся амазонка. Скульптура работы Франца фон Штука. 1897. Бронза, ранее в Каринхалле, ныне в Эберсвальде в парке Вайдендамм

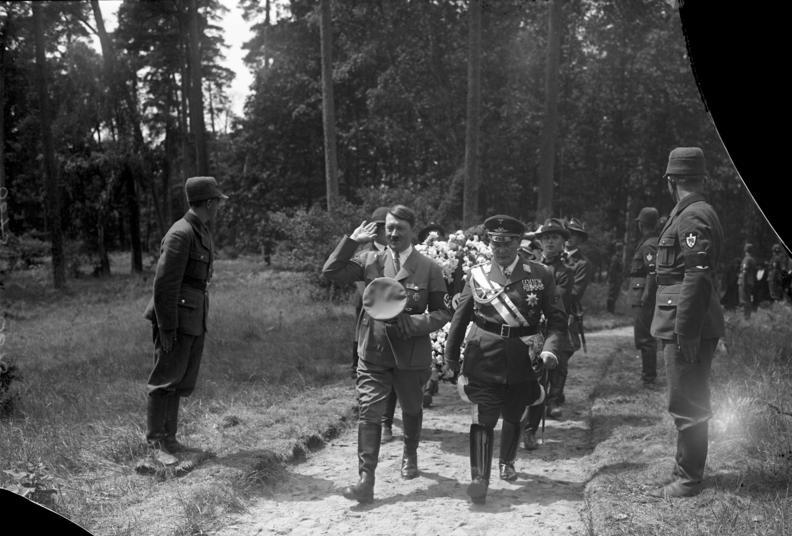
Церемония перезахоронения останков Карин Геринг в Каринхалле

Каринхалл (нем. Carinhall) — представительское имение рейхсмаршала и одного из руководителей НСДАП Германа Геринга, находившееся в лесном массиве Шорфхайде между озёрами Гроссдёльнер и Вуккерзее на севере современной земли Бранденбург. Первоначально архитектором этого комплекса зданий, возводившегося в несколько этапов, выступил Вернер Марх, автор берлинского Олимпийского стадиона. Позднее его работу продолжил Фридрих Хетцельт.
Геринг назвал это поместье в честь своей первой жены-шведки, умершей в 1931 году баронессы Карин фон Канцов, урождённой Фок, на которой он женился в 1923 году. После разгрома её могилы в Швеции (возможно, инсценированного) Геринг перенёс её останки в склеп на территории Каринхалла.
В выставочных залах Каринхалла разместилась частная коллекция Геринга, состоявшая преимущественно из награбленных «трофейных» произведений искусства. В Каринхалле Геринг принимал иностранных государственных гостей, с которыми охотился в Шорфхайде. 10 апреля 1935 года в Каринхалле состоялась свадьба Геринга с его второй супругой Эмми Зоннеманн.
До настоящего времени сохранился гранитный указатель вблизи того места, где раньше находился вход в поместье. Здание Каринхалла было взорвано в конце Второй мировой войны в 1945 году по приказу Геринга. Сохранились только некоторые участки кладки фундамента, подвалы и обломки колонн. Статуя амазонки, которая находилась раньше к западу от основного входа, была перевезена в Эберсвальде. Там она долгое время хранилась внутри церкви Марии Магдалины, а потом была перенесена в близлежащий парк Вайдендамм. Полностью сохранились и находятся в хорошем состоянии две сторожки у главных ворот.
В 1943 году Геринг распорядился поместить часть своей коллекции в укрытие на соляном руднике в Альтаусзе в Штирии. Эти предметы искусства в 1945 году были отправлены властями союзников в Мюнхен в центральный пункт сбора перемещённых произведений искусства, который размещался в здании Фюрербау и Административном здании НСДАП.
Оставшиеся в Каринхалле произведения искусства в январе 1945 года Геринг отправил спецпоездами в Берхтесгаден, где они хранились в туннелях. Далее предметы искусства были составлены в бомбоубежище. Часть картин и гобеленов были украдены из вагонов в последние дни войны.
20 апреля 1945 года Геринг навсегда покинул Каринхалл. В имении остался небольшой отряд люфтваффе, которому была поставлена задача взорвать имение при приближении Красной армии. Когда несколькими днями позднее советские войска оказались в нескольких километрах от Каринхалла, он был разрушен сброшенными на него 80 авиабомбами.

## В искусстве
В советском телефильме «Семнадцать мгновений весны» сцены в Каринхалле (в фильме имение называется Каринхалле, а не Каринхалл) снимались в московском Доме Стахеева на Новой Басманной.